# Kanton Castres-Sud
Der Kanton Castres-Sud war von 1973 bis 2015 ein französischer Wahlkreis im Arrondissement Castres, im Département Tarn der Region Midi-Pyrénées. Er umfasst den südlichen Teil der Stadt Castres.